# Tensor d'inèrcia
El tensor d'inèrcia és un tensor simètric d'ordre 2 que caracteritza la inèrcia rotacional d'un sòlid rígid. Expressat en una base de l'espai, pren la forma d'una matriu simètrica, on els elements de la diagonal són el moments d'inèrcia i els elements de fora la diagonal són els productes d'inèrcia.

## Definició
Suposem que tenim un sòlid rígid, i elegim un punt de l'espai {\displaystyle A} (que pot o no pertànyer al sòlid) a on calcularem el tensor d'inèrcia. Per referir-nos als punts de l'espai farem servir la base {\displaystyle \{\mathbf {e} _{1},\mathbf {e} _{2},\mathbf {e} _{3}\}} que té origen de coordenades {\displaystyle A}. D'aquesta manera, qualsevol punt del sòlid es pot escriure com:

{\displaystyle {\boldsymbol {x}}=x_{1}\mathbf {e} _{1}+x_{2}\mathbf {e} _{2}+x_{3}\mathbf {e} _{3}}

Anomenarem {\displaystyle V} a la regió de l'espai que ocupa el sòlid, i considerarem que {\displaystyle \rho (\mathbf {x} )} és la densitat de massa del punt {\displaystyle {\boldsymbol {x}}}. Amb tot això, les components del tensor d'inèrcia en aquesta base venen donades per la següent expressió:

{\displaystyle I_{ij}=\int _{V}\rho ({\boldsymbol {x}})\left(\delta _{ij}\sum _{k=1}^{3}x_{k}^{2}-x_{i}x_{j}\right)\,\mathrm {d} ^{3}x}

## Motivació
La definició anterior pot semblar complicada i arbitrària, però veurem el paper fonamental que juga en la mecànica del sòlid rígid.

### Moment angular
Suposem que un sòlid rígid gira amb velocitat angular {\displaystyle {\boldsymbol {\omega }}}, i volem calcular el seu moment angular respecte al punt {\displaystyle A}. Llavors, es compleix que:

{\displaystyle \mathbf {L} =\mathbf {I} {\boldsymbol {\omega }}}

És important notar que en general el moment angular no és paral·lel a la velocitat angular, ja que el tensor d'inèrcia és, en general, una matriu complicada.

### Energia cinètica
Fem les mateixes suposicions que abans, i obtenim que l'energia cinètica del sòlid respecte al punt {\displaystyle A} és:

{\displaystyle T={\frac {1}{2}}{\boldsymbol {\omega }}\cdot (\mathbf {I} {\boldsymbol {\omega }})}